# Psilopezia
Psilopezia es un género de hongos de la familia Pyronemataceae. El género fue circunscrito por el micólogo británico  Miles Berkeley en 1847.